# Catalogue Shapley-Ames
Le catalogue Shapley-Ames (Shapley-Ames Catalog of Bright Galaxies) est un catalogue astronomique de galaxies publié pour la première fois en 1932 et qui réunit 1 249 objets d'une magnitude visuelle inférieure à 13,2,. Il a été créé par Harlow Shapley et Adelaide Ames. Ces derniers y ont intégré 1 189 objets du New General Catalogue et 48 de l'Index Catalogue.
Le catalogue donne les positions, la luminosité, la taille et la classification de Hubble des galaxies entrées. Il est utilisé comme référence par des astronomes pour établir le décalage vers le rouge et le type de certaines galaxies. Ce travail est considéré comme une œuvre phare de la carrière de Shapley.

## Histoire
Shapley et Ames débutent une étude de toutes les galaxies « proches » en 1926.
L'une des découvertes importantes de la recherche est que les galaxies ne sont pas réparties uniformément (il y en a plus dans l'hémisphère nord que dans l'hémisphère sud), ce qui est contraire à l'hypothèse isotropique,. La recherche montre également que le « nuage » de la Vierge s'étend plus loin que ce que l'on croyait. À partir de ces données, Shapley et Ames créent le concept de superamas, c'est-à-dire un amas d'amas de galaxies. Ils renomment ainsi désignent alors l'amas de la Vierge comme étant le superamas local.

## Revised Shapley-Ames Catalog
En 1981, Allan Sandage et Gustav Tammann publient le catalogue mis à jour sous le nom de Revised Shapley-Ames Catalog (RSA). Ce dernier liste les mêmes galaxies que l'original à l'exception de 3, qui ne sont plus considérées comme étant des galaxies. Les informations des 1 246 galaxies listées ont été mises à jour et approfondies.